# Alonso Brito
Pour les articles homonymes, voir Brito.
 (juin 2009).
Alonso Brito est un chanteur et auteur-compositeur de salsa alternative[Quoi ?], né en 1949 à La Havane à Cuba. Le Los Angeles Times l'a décrit comme étant un mélange de « Mick Jagger, Caetano Veloso et Desi Arnaz » et comme étant la voix de la salsa à Los Angeles.
Quand il vivait à Miami, Brito était propriétaire de plusieurs discothèques et une connaissance de Barry Gibb et de Donald Fagen.

## Débuts
Alors qu’il n’a que 10 ans, et à peine un an après l’arrivée au pouvoir de Fidel Castro, la famille d'Alonso Brito est obligée de partir de l'île à cause du malaise politique et civil.
Une fois à Miami, Brito fréquente une école préparatoire catholique pour garçons. Cependant il pratique le bouddhisme ainsi que la santeria afro-cubaine.

## Carrière
Le premier instrument de Brito est la batterie, qu'il joue dans des groupes de rock psychédélique. Il est aussi le chanteur de Watchdog et Beat Poets, deux groupes qui fusionnent le jazz léger, le reggae, la pop britannique et un style de musique latine inventé par Brito lui-même, appelé troparock.
Dans les années 1980, Brito est connu a Miami comme Dennis Britt : musicien éclectique, gérant de discothèque et bon vivant. C’est aussi à cette époque-là qu’il devient l'une des figures les plus importantes de la scène musicale de Miami. « Le chanteur a vécu sa vie comme un troubadour bohémien, jouant dans les bars, travaillant avec plusieurs groupes et écrivant des chansons ».
Déjà auteur-compositeur et chanteur respecté, Brito s’installe à Nashville à la fin des années 1990 pour collaborer avec Raúl Malo et The Mavericks ; il contribue au répertoire du groupe country gagnant du Grammy Award et coécrit le succès Things I Cannot Change.
Alonso Brito arrive à Los Angeles en 2006, représenté par la compagnie de production et de disques Candor Entertainment. En ce moment, il prépare le lancement de son nouveau disque Santo Bueno, qui sortira au début de 2009.

## Discographie
- 2008 : Santo Bueno
- 2009 : Santo EP